# DREAM格鬥賽
DREAM是一個在日本運作的職業綜合格鬥格鬥聯盟。DREAM的五個英文字母皆為大寫。
DREAM是由主辦K-1的FEG ( Fighting Entertainment Group ) 公司所經營。原本是和DSE (Dream Stage Entertainment)所一起經營，但是後來則全盤由FEG接手。
DREAM取代了原本FEG所主辦的職業MMA比賽Hero's，成為了FEG公司的主流賽事。DREAM在其經營上承接了非常多PRIDE格鬥錦標賽的風格，就連公司的員工很多也都是直接由Pride所轉任。
DREAM和戰極，是目前日本國內的最大的兩個職業混合武術格鬥聯盟。

## 源起
就在UFC所屬的公司Zuffa，收購了Pride之後。Shooto、M-1 Global和FEG聯手舉辦了一個格鬥大會 Yarennoka!。這場在2007年12月31日所舉辦的比賽，原本是要作為Pride結束之後的一場紀念大會。但是這場大會獲得了廣大的迴響與成功，很多的日本格鬥迷對於Pride的解散，感到悲傷與懷念。隨著越來越多的民意基礎，最後FEG與DSE決定攜手合作，一起發揮兩家公司在經營職業MMA聯盟的人力與物力，籌組一個新的職業格鬥聯盟。
2008年的2月13日，雙方達成協議，將新成立的團體命名為DREAM。FEG同時也宣布：將解散原本旗下的職業MMA團體Hero's，所有Hero's的選手都將併入新成立的DREAM。除了原本隸屬於Hero's的明星選手，如：山本德郁、秋山成勳。DREAM另外又簽下了Mirko "Cro Cop" Filipovic、青木真也、櫻庭和志、石田光洋等一線好手。隨著這些選手的浮現，DREAM的聲勢越來越強。此時，M-1 Global又拋出了一個相當令人振奮的消息，那就是M-1 Global旗下所屬的超級明星選手菲德·埃密利亞恩寇，也不排除參加DREAM所舉辦的比賽。
DREAM從一開始運作，就和美國的有線電視頻道HDNet合作，從DREAM 01開始就在美國本土播出。除此之外，也積極的尋求和美國的職業MMA聯盟合作。2008年的5月，DREAM宣布和美國的EliteXC合作。兩個聯盟決定要彼此交換選手，同時也不排除共同舉行大會。但是隨著後來EliteEX的破產，這個合作協定也就無疾而終了。
2009年的8月，美國的職業MMA團體Strikeforce的總裁Scott Coker宣布和DREAM結盟。未來兩個聯盟相互相交換選手，力求將最好、最強的MMA比賽呈現在觀眾面前。同時，因為正巧此時StrikeForce和Fedor簽下了契約，所以原本已經和DREAM漸行漸遠的Fedor，又開始和DREAM有了關連。傳聞以久的Fedor可能會在DREAM出賽，又再度開始傳聞了。

## 規則

### 體重分級
DREAM一共區分選手為六個量級，分別是：63公斤級、70公斤級、76公斤級、84公斤級、93公斤級、無限量級。每一個量級，都有一位冠軍王者，是該量級的腰帶擁有者。

### 競賽時間
DREAM的比賽，延襲Pride的規則，區分為兩個回合。第一回合10分鐘；第二回合5分鐘。

### 勝負判決
DREAM的比賽，判定勝負的決定權交由三位評審負責。DREAM的比賽都會決定出勝利者，一定不會有平手的判決發生。因為DREAM並沒有採用歐美體壇所慣用的10點判決。

### 犯規動作
雙方競賽時，若是一方處時地板狀態，另一方站著。此時是不允許使用腳踏，或是足球踢的方法來攻擊對手的頭部；但是，當雙方都處於地板狀態時，就可以使用了。同時DREAM也禁止使用手肘來攻擊頭部。另外，當雙方選手體重差距達到15公斤以上時，體重重的一方不可以在雙方處於地板狀態時，利用膝蓋攻擊對方的頭部。
DREAM規則裡所定義的地板狀態，乃指一方選手若有三點著地，就是處於地板狀態。

## 外部連結
- DREAM官方網站（页面存档备份，存于）